# Dol pri Vogljah
Dol pri Vogljah – wieś w Słowenii, w gminie Sežana. W 2018 roku liczyła 112 mieszkańców.